# Brzostów
Brzostów – wieś w Polsce położona w województwie wielkopolskim, w powiecie jarocińskim, w gminie Jaraczewo.

## Położenie geograficzne
Przez miejscowość przepływa Lubieszka, niewielka rzeka dorzecza Warty, lewy dopływ Lutyni.

## Historia
Po rozbiorach Polski miejscowość znalazła się w zaborze pruskim. Jako wieś w powiecie pleszewskim opisał ją XIX wieczny Słownik geograficzny Królestwa Polskiego. W 1880 znajdowało się w nim 6 domów z 95 mieszkańcami w tym 87 katolików oraz 8 ewangelików. We wsi mieszkało wówczas 43 analfabetów.
W latach 1975–1998 miejscowość administracyjnie należała do województwa kaliskiego.